# وكالة حماية البيئة الأمريكية

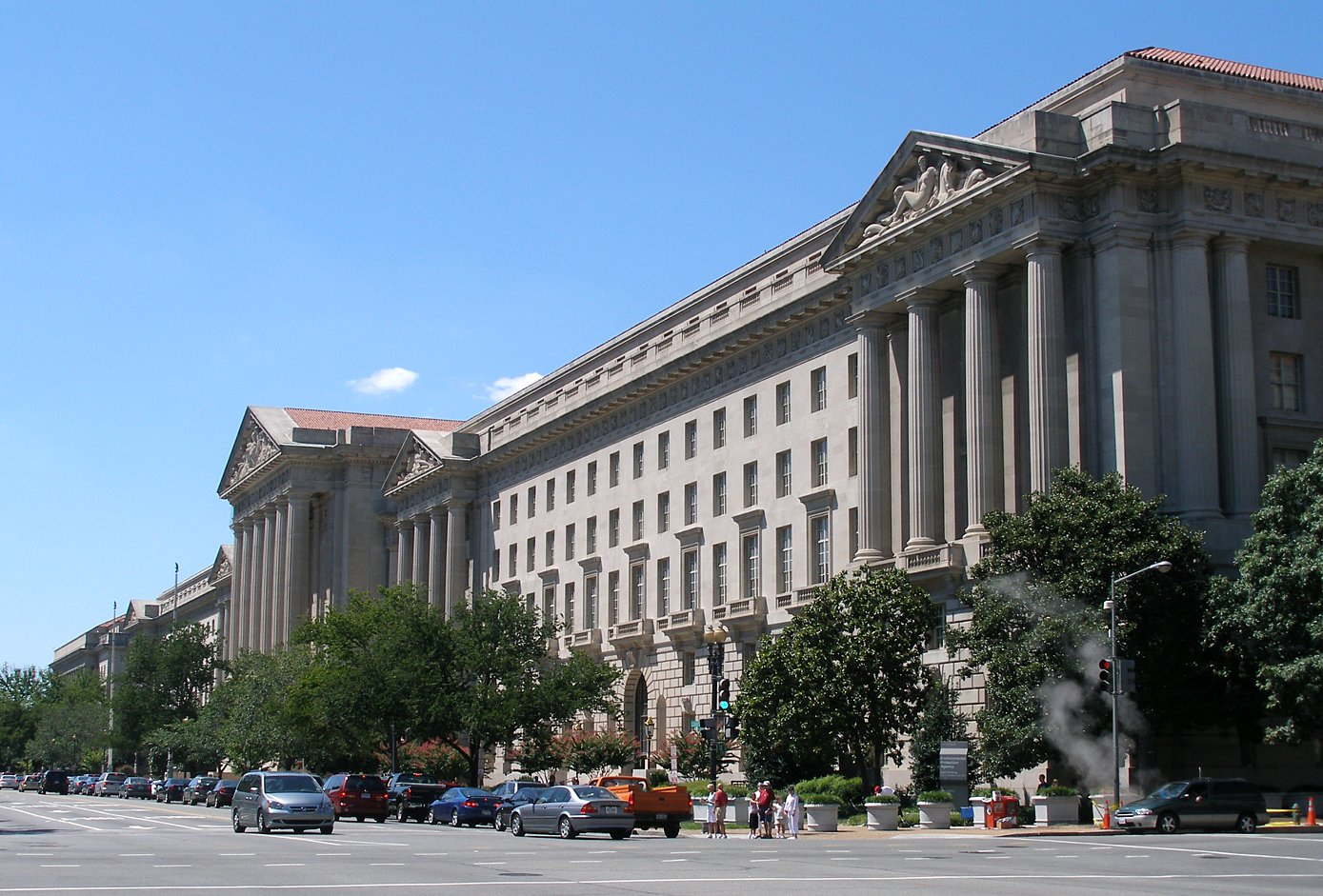
مقر وكالة حماية البيئة في واشنطن العاصمة

وكالة حماية البيئة الأمريكية (USEPA) هي وكالة تابعة للحكومة الاتحادية للولايات المتحدة والمكلفة بحماية صحة الإنسان والبيئة، عن طريق كتابة وإنفاذ الأنظمة القائمة على القوانين التي يقرها الكونغرس. واقترحت وكالة حماية البيئة من قبل الرئيس ريتشارد نيكسون في 3 ديسمبر عام 1970، وبعد نيكسون قدمت خطة إعادة هيكلتها إلى الكونغرس وتمت المصادقة عليها من قبل اللجنة الخاصة ضمن جلسات استماع في مجلسي النواب والشيوخ. الوكالة بقيادة مديرها، والذي يعينه الرئيس بعد موافقة مجلس الشيوخ الأمريكي. المسؤول الحالي ليزا جاكسون. لا تعتبر وكالة حماية البيئة وزارة ضمن مجلس الوزراء، ولكن المسؤول عليها يعطى عادة رتبة وزير. يوجد في الوكالة ما يقرب من 18000 موظف بدوام كامل.
يوجد مقر وكالة حماية البيئة الأمريكية في واشنطن العاصمة، وتملك مكاتب إقليمية لكل منطقة من مناطقها العشر، بالإضافة إلى 27 مختبرًا. تُجري الوكالة تقييم التأثير البيئي، والأبحاث، إلى جانب التعليم. تعَد مسؤولة عن الحفاظ على المعايير الوطنية وتطبيقها بموجب مجموعة متنوعة من القوانين البيئية، بالتشاور مع حكومات الولايات والقبائل والحكومات المحلية. تفوض الوكالة بعض الرخص والمراقبة ومسؤولية الإنفاذ إلى الولايات المتحدة والقبائل المعترف بها فدراليًا. تتضمن سلطات إنفاذ وكالة حماية البيئة فرض الغرامات والعقوبات وغيرها من التدابير. تعمل الوكالة مع الصناعات وكافة مستويات الحكومة ضمن مجموعة واسعة من البرامج التطوعية لمنع التلوث وجهود الحفاظ على الطاقة.
في عام 2018، بلغ عدد موظفي الوكالة 14,172 موظفًا بدوام كامل. أكثر من نصف موظفي وكالة حماية البيئة هم مهندسون وعلماء واختصاصيون في مجال حماية البيئة، في حين يتضمن الموظفون الآخرون مختصين في الشؤون القانونية والعامة والمالية وتقنيي معلومات.
يمكن لوكالة حماية البيئة العمل فقط بموجب النظم الأساسية، وهي سلطة القوانين التي يقرها الكونغرس. يتعين على الكونغرس الموافقة على النظام الأساسي، ويتمتع بسلطة منح الإذن لاتخاذ إجراءات معينة أو منعها، أي ما يتعين على وكالة حماية البيئة تنفيذه وفرضه. تقر النظم الأساسية مقدار الأموال التي يمكن للوكالة إنفاقها كل عام لتنفيذ القوانين المعتمدة. تملك وكالة حماية البيئة السلطة لإصدار اللوائح، واللائحة هي معيار أو قاعدة تضعها الوكالة لتفسير النظام الأساسي وتطبيقه في حالاته وفرضه. يسمح الكونغرس لوكالة حماية البيئة بكتابة اللوائح وذلك لحل مشكلة ما، لكن بشرط امتلاك الوكالة سببًا منطقيًا لتنفيذ هذه اللوائح. يمكن للمحاكم الطعن في اللوائح، وتقرر رفض اللائحة أو تأكيدها. تدافع العديد من المجوعات البيئة والصحة العامة عن الوكالة، وتؤمن بأنها تخلق عالمًا أفضل، بينما يرى النقاد الآخرون أن الوكالة ترتكب تجاوزًا حكوميًا بفرضها لوائح غير ضرورية على أصحاب الأعمال والممتلكات.

## تاريخيًا
ابتداءً من أواخر الخمسينيات حتى الستينيات من القرن العشرين، تفاعل الكونغرس مع تزايد القلق العام حول أثر النشاط البشري على البيئة. وقدم عضو مجلس الشيوخ (السيناتور) جيمس إي. موراي في المؤتمر السادس والثمانين، قانون حماية الموارد لعام 1959 وإنعاشه. في عام 1962، نبه كتاب الربيع الصامت للعالمة راشيل كارسون، الجمهور بالآثار الضارة على البيئة نتيجة استخدام مبيدات الآفات بعشوائية.
في السنوات التي عقبت ذلك، قُدمت مشاريع قوانين مماثلة وعُقدت جلسات استماع لمناقشة حالة البيئة وردود الكونغرس المحتملة. في عام 1968، عقد رؤساء لجنة مجلس الشيوخ للشؤون الداخلية وشؤون الجزر، والسيناتور هنري إم. جاكسون، ولجنة مجلس الشيوخ لشؤون العلم والفضاء والتكنولوجيا، بالإضافة إلى النائب جورج بّي. ميلر، ندوة مشتركة بين مجلس النواب ومجلس الشيوخ لمناقشة الحاجة إلى سياسة بيئية وطنية ووسائل تنفيذها. أعرب بعض أعضاء الكونغرس في الندوة عن قلقهم المستمر حيال إجراءات الوكالات الفدرالية التي تؤثر على البيئة.
صدر القانون الوطني للسياسة البيئية عام 1969، على غرار قانون حماية الموارد عام 1959 وإنعاشها. كان قانون حماية الموارد وإنعاشها قد أنشأ مجلس جودة البيئية في مكتب الرئيس، وأعلن سياسة بيئية وطنية، وطلب إعداد تقرير بيئي سنوي أيضًا.
وقّع الرئيس نيكسون على القانون الوطني للسياسة البيئية ليصبح قانونًا في الأول من يناير عام 1970. أُنشأ بموجب القانون مجلس جودة البيئة في المكتب التنفيذي لرئيس الولايات المتحدة. طلب القانون الوطني للسياسة البيئية إعداد بيان مفصل بالآثار البيئية لجميع الإجراءات الفدرالية الرئيسة التي تؤثر على البيئة بشكل كبير، ويُشار في النهاية إلى «البيان المفصل» باعتباره بيان الأثر البيئي.
في 9 يوليو عام 1970، اقترح نيكسون إعادة تنظيم تنفيذية عززت الكثير من المسؤوليات البيئية للحكومة الفدرالية تحت إشراف وكالة واحدة، وكالة حماية بيئة جديدة. تضمَّن الاقتراح دمج برامج مكافحة التلوث من عدد من الإدارات، مثل: الجمع بين برامج مبيدات الآفات من وزارة الزراعة في الولايات المتحدة ووزارة الداخلية الأمريكية. بعد عقد جلسات استماع خلال صيف نفس العام، وافق مجلس النواب ومجلس الشيوخ على الاقتراح. أُنشئت وكالة حماية البيئة قبل 90 يومًا من عملها، وفتحت أبوابها رسميًا في 2 ديسمبر عام 1970، وأدى المدير الأول للوكالة، ويليام روكلشاوس، اليمين في 4 ديسمبر عام 1970. في السنة الأولى، بلغت ميزانية وكالة حماية البيئة 1.4 بليون دولار وضمت 8005 موظفين. كانت الوكالة في بدايتها وكالة مساعدة تقنية تحدد الأهداف والمعايير، لكن سرعان ما منحتها القوانين والتعديلات الجديدة التي أقرها الكونغرس سلطتها التنظيمية.
يتذكر موظفو وكالة حماية البيئة أنه في الأيام الأولى كان هناك «إحساس هائل بالمسؤولية والحماس» وتوقع أن «هناك هذه الوكالة التي ستقوم بعمل شيء حيال مشكلة من الواضح أنها كانت في أذهان الكثير من الناس في هذا البلد»، ما أفضى إلى عشرات الآلاف من السير الذاتية لمن يتلهفون للمشاركة في الجهود الجبارة لتنظيف البيئة الأمريكية.
حين بدأت وكالة حماية البيئة عملها أول مرة، شعر أعضاء القطاع الخاص بقوة أن حركة حماية البيئة مجرد صرعة عابرة. صرح روكلشاوس عن شعوره بالضغط، ليظهر للناس -الذيه لديهم شكوك عميقة حول فعالية الحكومة- أن وكالة حماية البيئة يمكنها الاستجابة بفعالية للمخاوف المنتشرة حول التلوث.
أدى احتراق نهر كاياهوغا في عام 1969، إلى احتجاج وطني. في ديسمبر عام 1970، بدأت هيئة المحلفين الفدرالية العليا بقيادة المدعي العام الأمريكي روبرت دبليو. جونز التحقيق بشأن تلوث المياه، الذي يُزعم أن 12 شركة في شمال شرق أوهايو تسببت به. يعد هذا التحقيق الأول لهيئة المحلفين العليا حول تلوث المياه في المنطقة. قدم المدعي العام للولايات المتحدة جون إن. ميتشيل مؤتمرًا صحفيًا في 18 ديسمبر عام 1970، أشار عبره إلى دعاوى جديدة لمكافحة التلوث، ووصى بالعمل مع وكالة حماية البيئة الجديدة على وجه التحديد، بالإضافة إلى الإعلان عن رفع دعوى قضائية في ذلك الصباح ضد شركة لافلين وجونز للصلب لتفريغها كميات كبيرة من السيانيد في نهر كاياهوغا بالقرب من كليفلاند. قدم جونز تهم الجنح إلى المحكمة المحلية، التي تدعي وقوع انتهاكات لقانون الموانئ والأنهار لعام 1899.
بالاستناد الجزئي إلى تجربة مثل هذه الدعاوى، سن الكونغرس القانون الفدرالي لمكافحة تلوث المياه لعام 1972، المعروف باسم قانون المياه النظيفة. وضع هذا القانون نظامًا وطنيًا لمعالجة جودة المياه، حيث تنفذه الوكالة بالاشتراك مع الولايات.
في عام 1972، عدل الكونغرس أيضًا القانون الفيدرالي لمبيدات الحشرات والفطريات والقوارض، الذي يُلزم وكالة حماية البيئة المنشأة حديثًا بقياس مخاطر كل مبيدات الآفات بالمقارنة مع فوائدها المحتملة. بعد مرور أربع سنوات، في أكتوبر عام 1976، أقر الكونغرس قانون مراقبة المواد السامة، الذي يُعنى بالمنتجات التجارية بدلًا من التلوث، مثل القانون الفيدرالي لمبيدات الحشرات والفطريات والقوارض. أعطى هذا القانون وكالة حماية البيئة سلطة جمع المعلومات عن المواد الكيميائية والطلب من المنتجين تجربتها، ومنحها القدرة على تنظيم إنتاج المواد الكيميائية واستخدامها (مع الإشارة إلى مركبات ثنائي الفينيل متعدد الكلور تحديدًا)، وكذلك طُلب من الوكالة وضع قائمة جرد وطنية للمواد الكيميائية.